# Sydtäckvävare
Sydtäckvävare (Centromerus pabulator) är en spindelart som först beskrevs av O. Pickard-Cambridge 1875.  Sydtäckvävare ingår i släktet Centromerus och familjen täckvävarspindlar. Enligt den svenska rödlistan är arten nära hotad i Sverige. Arten förekommer i Götaland. Artens livsmiljö är skogslandskap, jordbrukslandskap. Inga underarter finns listade i Catalogue of Life.